# Hội nghị Fontainebleau 1946

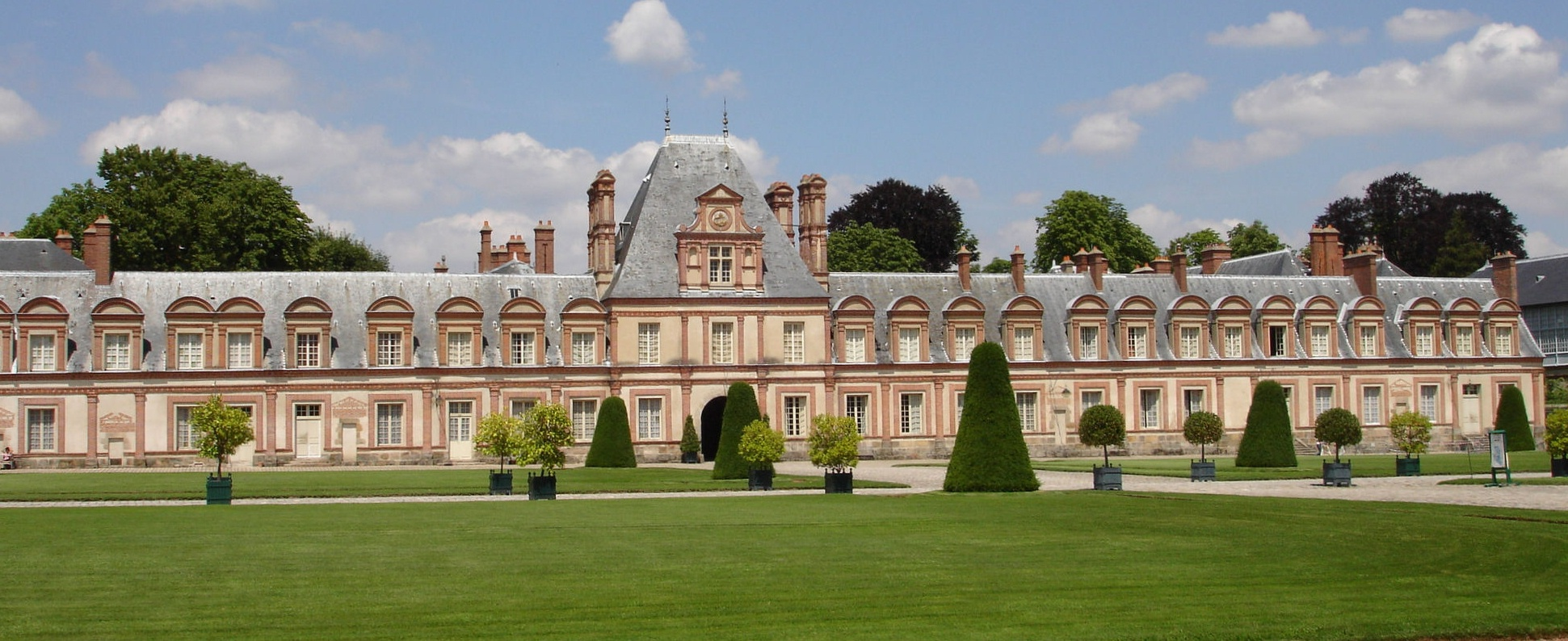
Lâu đài Fontainebleau, nơi diễn ra Hội nghị Pháp-Việt năm 1946

Hội nghị Fontainebleau 1946 là đợt điều đình giữa Chính phủ Liên hiệp Kháng chiến Việt Nam Dân chủ Cộng hòa và Đệ tứ Cộng hòa Pháp về một số vấn đề cần minh định như
1. Địa vị của Việt Nam trong khối Liên hiệp Pháp,
2. Mối quan hệ ngoại giao giữa Việt Nam và các nước,
3. Tổ chức giữa các xứ trong Liên bang Đông Dương,
4. Nguyện vọng thống nhất ba kỳ: Bắc, Trung và Nam của Việt Nam qua việc trưng cầu dân ý ở Nam Bộ,
5. Các vấn đề kinh tế, văn hóa và soạn thảo dự án Hiệp ước.[1]

Cuộc họp này diễn ra tại Fontainebleau thuộc tỉnh Seine-et-Marne, Pháp từ ngày 6 tháng 7 năm 1946 cho đến trung tuần tháng 9, 1946.

## Quá trình chuẩn bị
Ngày 16/4/1946, cùng lúc đoàn đại biểu Việt Nam Dân chủ Cộng hòa đi Đà Lạt tham dự Hội nghị Đà Lạt 1946, một đoàn đại biểu Quốc hội khóa I Việt Nam Dân chủ Cộng hòa do Phạm Văn Đồng dẫn đầu đi Paris thăm hữu nghị Pháp theo lời mời của Quốc hội Lập hiến Quốc gia Pháp. Đoàn gồm có 10 đại biểu: Phạm Văn Đồng là trưởng đoàn, Tôn Đức Thắng là phó đoàn, Trần Ngọc Danh, Đỗ Đức Dục, Nguyễn Mạnh Hà, Nguyễn Văn Luận, Trình Quốc Quang, Huỳnh Văn Tiểng, Hoàng Tích Trí, Nguyễn Tấn Gi Trọng. Các tùy viên bao gồm: Nguyễn Văn An, Nghiêm Tử Trình, Ngô Văn Mạnh.

## Hội nghị Fontainebleau

### Thành phần các phái đoàn

Hồ Chí Minh và Phạm Văn Đồng tại Paris, 1946

Phái đoàn đại biểu Pháp gồm: Pignon, Torel, Gonon, Mesmer, Bourgoin, Darcy, đô đốc Barjot, tướng Salan, nghị viên Loseray, nghị viên Juglas Gallej, trưởng đoàn là Max André.
Phái đoàn đại biểu Việt Nam Dân chủ Cộng hòa gồm: Phan Anh, Bửu Hội, Hoàng Minh Giám, Nguyễn Văn Huyên, Trịnh Văn Bính, Đặng Phúc Thông, Dương Bạch Mai, Tạ Quang Bửu, Nguyễn Mạnh Hà, Chu Bá Phượng, Huỳnh Thiện Lộc, Phạm Khắc Hòe, đoàn trưởng là Phạm Văn Đồng. Chuyên viên bao gồm Nguyễn Đệ, Hoàng Văn Đức, Vũ Trọng Khánh, Hồ Đắc Liên, Nguyễn Văn Luyện, Nguyễn Văn Tịnh, Nguyễn Đắc Khê.

### Đàm phán Pháp-Việt
Ba tháng trước khi Hội nghị Fontainebleau nhóm họp thì phái đoàn Việt Nam và Pháp đã gặp nhau ở Hội nghị Đà Lạt 1946. Tuy không đạt thỏa thuận gì về mặt chính trị nhưng khi bế mạc, hai bên đồng ý nhóm họp lần nữa ở Pháp. Hội nghị Fontainebleau là kết quả của Hội nghị Đà Lạt.
Sáng ngày 6 tháng 7 năm 1946, Hội nghị Fontainebleau khai mạc tại phòng họp chính lâu đài Fontainebleau (Pháp), cách Thủ đô Paris chừng 60 km. Buổi khai mạc bắt đầu bằng một diễn văn chào mừng ngắn của trưởng đoàn Pháp Max André. Sau đó trưởng đoàn Việt Nam Phạm Văn Đồng đọc diễn văn lên án những hành động của Cao ủy Đông Dương Georges D'Argenlieu đã vi phạm Hiệp định sơ bộ 6 tháng 3 như không đình chỉ chiến sự, chiếm phủ toàn quyền cũ, đặc biệt là việc quân đội Pháp chiếm Tây Nguyên và Tuyên cáo ngày 1 tháng 6 năm 1946 về một chính phủ Nam Kỳ quốc. Diễn văn này có đoạn: "Nếu coi Hiệp định sơ bộ ngày 6 tháng 3 chỉ là một phương tiện để có thể kéo quân vào miền Bắc Việt Nam, để đẩy mạnh chiến tranh ở miền Nam Việt Nam, buộc chúng tôi chấp nhận "những việc đã rồi", thì không thể nào đi đến một sự thỏa thuận hòa bình và hữu nghị mà hai dân tộc chúng ta đều mong ước".
Phái đoàn Việt Nam có hai mục đích theo đuổi: 
1. Độc lập chính trị.
2. Thống nhất Việt Nam.

Về vấn đề chính trị, quan điểm của phái đoàn Pháp chỉ xét Việt Nam là quốc gia tự trị hay độc lập trong khuôn khổ Liên hiệp Pháp còn Liên bang Đông Dương là một liên hiệp các quốc gia tự trị tại Đông Dương trong Liên hiệp Pháp. Phái đoàn Việt Nam muốn Việt Nam trong Liên hiệp Pháp là sự hợp tác tự do và bình đẳng về mọi mặt còn Việt Nam trong Liên bang Đông Dương chỉ có ý nghĩa về mặt kinh tế và tài chính. Phái đoàn Việt Nam nhấn mạnh Liên bang Đông Dương không phải là một quốc gia. Về ngoại giao, Pháp muốn Việt Nam chỉ quan hệ với Pháp còn Việt Nam muốn có bộ ngoại giao riêng.
Về vấn đề thống nhất Việt Nam, phía Pháp đòi phải tái lập trật tự trước tiên rồi sau đó sẽ mở cuộc trưng cầu dân ý ở Nam Kỳ về vấn đề sáp nhập Nam Kỳ vào Việt Nam Dân chủ Cộng hòa (thống nhất với Trung Kỳ và Bắc Kỳ).
Điểm gây nhiều khó khăn nhất là việc Chính phủ Pháp đã đơn phương tán thành việc thành lập Nam Kỳ quốc, tách rời khu vực này khỏi những phong trào độc lập ở hai miền Bắc Việt Nam và Miền Trung Việt Nam. Ngày 27 tháng 5 Cao ủy Đông Dương Georges D'Argenlieu lại còn thông qua việc thành lập Xứ Thượng Nam Đông Dương, chia cắt Việt Nam thành nhiều mảnh theo đúng tinh thần của Tuyên bố ngày 24 tháng 3 năm 1945 của tướng De Gaulle về việc thành lập các nhà nước tự trị của người bản xứ tại Đông Dương.
Ngày 1/8/1946, Cao ủy Đông Dương Georges D'Argenlieu triệu tập Hội nghị Liên bang (1946) tại Đà Lạt bao gồm các đại biểu Nam Kỳ quốc, Lào, Campuchia và các quan sát viên từ miền Nam Việt Nam và Tây Nguyên. Dù Bộ trưởng Bộ Hải ngoại Pháp Marius Moutet đã khuyên Georges Thierry d'Argenlieu thận trọng nhưng viên Cao ủy vẫn muốn thi hành Tuyên bố ngày 24 tháng 3 năm 1945 của tướng De Gaulle.
Ngay sau đó, trưởng phái đoàn Việt Nam, Phạm Văn Đồng, tuyên bố nếu để nhà cầm quyền Nam Kỳ quốc quyết định số phận của Nam Kỳ thì Hiệp định sơ bộ Pháp-Việt (1946) không còn giá trị.
Ngày 8/8/1946, trưởng phái đoàn Pháp Max André gửi thông điệp cho phái đoàn Việt Nam rằng Hội nghị Liên bang (1946) tại Đà Lạt chỉ để biết dư luận của các dân tộc trên bán đảo Đông Dương về vấn đề Liên bang Đông Dương.
Ngày 7/9/1946, đoàn Việt Nam yêu cầu Pháp tạm ngưng thảo luận về những vấn đề khác để bàn về vấn đề Kinh tế, Tài chính và Thuế quan nhằm ký kết một Tạm ước giữa Việt Nam và Pháp về các vấn đề này.
Đêm ngày 9/9/1946, hai phái đoàn trao đổi văn kiện và thỏa thuận về các điều khoản của một Tạm ước giữa Pháp và Việt Nam về vấn đề Kinh tế, Tài chính và Thuế quan.
Chiều ngày 10/9/1946 hai bên gặp nhau để ký Tạm ước Việt Pháp nhưng trong buổi họp Phạm Văn Đồng trưởng phái đoàn Việt Nam yêu cầu Pháp ấn định chắc chắn thời điểm và cách thức thực hiện cuộc trưng cầu dân ý ở Nam Kỳ thì mới chấp nhận ký Tạm ước này. Thấy Pháp chần chừ không trả lời dứt khoát, phái đoàn Việt Nam bỏ Hội nghị ra về ngày 13 tháng 9 năm 1946.
Hội nghị chính diễn ra từ ngày 6-7 đến ngày 10-9 năm 1946 tại lâu đài Fontainebleau theo phía Việt Nam đã thất bại, do phái đoàn Pháp vẫn cố giữ lập trường thực dân và ngay trong thời gian đang đàm phán họ đã ráo riết thực hiện âm mưu mở rộng chiếm đóng tại Việt Nam, liên tiếp vi phạm các điều khoản của Hiệp định sơ bộ 6-3.

### Tạm ước Việt - Pháp
Tuy cuộc đàm phán bị bỏ dở, nửa đêm hôm sau, ngày 14/9/1946, Chủ tịch Việt Nam Dân chủ Cộng hòa Hồ Chí Minh đến nhà riêng Bộ trưởng Bộ Hải ngoại Pháp (tiếng Pháp: ministère de la France d'Outre-mer) là Marius Moutet ký kết với Ngoại trưởng Pháp bản Tạm ước Việt - Pháp 14 tháng 9 năm 1946 với những điểm chính sau đây:
1. Quyền bình đẳng cho Pháp kiều ở Việt Nam cũng như Việt kiều tại Pháp,
2. Tài sản của người Pháp bị tịch thu sẽ được hoàn trả và quyền sở hữu tôn trọng,
3. Đồng bạc Đông Dương lệ thuộc vào đồng franc Pháp,
4. Thiết lập hệ thống thuế quan và tự do mậu dịch cho các xứ Đông Dương,
5. Tái lập trật tự và ngưng bắn ở Nam Kỳ, trao đổi tù binh, và ngưng tuyên truyền kích động dân chúng.

Sau khi ký Tạm ước Việt - Pháp, Hồ Chí Minh nói với nhân viên mật thám Pháp được phân công bảo vệ ông: "Tôi vừa mới ký một bản án tử hình của tôi!". Hồ Chí Minh lấy lý do không quen đi máy bay để yêu cầu về nước bằng tàu thủy. Ông từ Paris đến Toulon để lên chiến hạm Dumont d'Urville về Việt Nam. Khi ghé Marseille, thay cho sự đón tiếp nồng nhiệt lúc ông mới sang Pháp, Việt kiều biểu tình gọi ông là Việt gian.

## Xung đột trong nước
Trong khi Hội nghị Fontainebleau đang diễn ra, ở Việt Nam, Chính phủ Liên hiệp lâm vào cảnh rạn nứt giữa phe Việt Minh và Việt Nam Quốc dân Đảng. Việt Minh cáo buộc Việt Nam Quốc dân Đảng thủ tiêu các cán bộ của mình, cũng như câu kết với quân đội Pháp tạo cớ gây hấn nhằm thực hiện đảo chính. Ngược lại Quốc dân đảng cũng cáo buộc Việt Minh hợp tác với Pháp vì phe Quốc dân Đảng, nhất là đảng Đại Việt chống mãnh liệt Hiệp định sơ bộ Pháp-Việt 1946 ký kết giữa Việt Nam Dân chủ Cộng hòa và Pháp hồi tháng 3 năm 1946. Theo thỏa thuận đó thì quân Pháp được quyền tiến ra miền Bắc thay thế quân Trung Hoa Quốc dân Đảng (lực lượng hậu thuẫn cho Đại Việt, Việt Quốc, Việt Cách) và nhà chức trách Pháp đã cung cấp hỏa lực giúp Việt Minh đánh dẹp các căn cứ của Quốc dân Đảng.
Ngày 15/6/1946, người lính cuối cùng của quân đội Trung Hoa Dân Quốc rời khỏi Việt Nam, Võ Nguyên Giáp vội vã từng bước tìm cách loại bỏ dần các đảng phái khác như Việt Quốc, Việt Cách, Đại Việt, những người Trotskist, lực lượng chính trị Công giáo... Ngày 19/6/1946, Báo Cứu Quốc của Tổng bộ Việt Minh đăng xã luận kịch liệt chỉ trích "bọn phản động phá hoại Hiệp định sơ bộ Pháp Việt mùng 6 tháng 3". Ngay sau đó Võ Nguyên Giáp bắt đầu chiến dịch truy quét các đảng phái khác bằng lực lượng công an và quân đội do Việt Minh kiểm soát với sự giúp đỡ của nhà cầm quyền Pháp. Ông cũng sử dụng các sĩ quan Nhật Bản trốn tại Việt Nam và một số vũ khí do Pháp cung cấp cho chiến dịch này. Một trong những sự kiện nổi tiếng nhất trong chiến dịch tiêu diệt các đảng phái đối lập là vụ án phố Ôn Như Hầu.